# Coccoloba subcordata
Coccoloba subcordata är en slideväxtart som beskrevs av Gustav Lindau. Coccoloba subcordata ingår i släktet Coccoloba och familjen slideväxter. Inga underarter finns listade i Catalogue of Life.